# João Paulo Bezerra de Seixas
João Paulo Bezerra de Seixas, primeiro e único barão de Itaguaí (Portugal, 27 de maio de 1756 — Rio de Janeiro, 29 de novembro de 1817), foi um magistrado e diplomata que exerceu as funções de primeiro-ministro do Reino de Portugal, de 23 de junho a 29 de novembro de 1817, quando a corte estava estava instalada no Rio de Janeiro.

## Biografia
João Paulo Bezerra de Seixas nasceu a 27 de Maio de 1756 e veio a falecer a 29 de Novembro de 1817.
Licenciado em Direito pela Universidade de Coimbra, começou por seguir a carreira da magistratura, sendo nomeado, em 18 de Outubro de 1790, ouvidor da comarca de Vila Rica, na província de Minas Gerais. Posteriormente, em 1801, foi indigitado para representar Portugal nos Estados Unidos da América, de onde foi transferido, no ano seguinte, para a representação portuguesa junto do rei da Holanda, Luís Bonaparte. Residente na Haia entre 1802 e 1809, seria nomeado, no seguimento do corte de relações entre Portugal e a França, ministro plenipotenciário junto do czar Alexandre I da Rússia, lugar que deixou em 1812 para regressar ao Brasil.
Em 1817, quando D. João VI forma novo Ministério, atribui-lhe, em 24 de Junho, após a morte do conde da Barca, o cargo de ministro dos Negócios da Fazenda, juntamente com o de presidente do Real Erário. Devido à ausência do conde de Palmela, que se encontrava na Europa, acumula, interinamente, as pastas da Guerra e dos Negócios Estrangeiros. Porém, exerceria essas funções por pouco tempo, pois vem a falecer no dia 29 de Novembro de 1817, no Rio de Janeiro, vítima de apoplexia.
Agraciado com o título de barão de Itaguaí, os seus méritos iriam ser reconhecidos, postumamente, na figura de sua esposa, a quem foi concedido o título de viscondessa de Itaguaí, por Decreto de 3 de Maio de 1818.
É autor da poesia Epistola ao sr. Vicente Pedro Nolasco da Cunha, por Occasião da sua Excellente Ode no Investigador n.º 28, publicada no Investigador, n.º XXXIV. Foi, ainda, cantado por esse poeta português, numa ode impressa no tomo V das Obras de Filinto, edição de Paris.
Foi sepultado no Convento de Santo Antônio, na cidade do Rio de Janeiro, local onde, por tradição, jazem figuras caras à nação brasileira.